# Franz Jürgen Säcker
Franz Jürgen Säcker (* 14. November 1941 in Recklinghausen) ist deutscher Jurist, emeritierter Hochschullehrer für Zivilrecht und Wettbewerbsrecht an der Freien Universität Berlin und war Leiter des dortigen Instituts für deutsches und europäisches Wirtschafts-, Wettbewerbs- und Regulierungsrecht sowie Geschäftsführender Direktor des Instituts für Energie- und Regulierungsrecht Berlin.

## Leben und Werdegang
Säcker studierte von 1961 bis 1965 Rechts- und Wirtschaftswissenschaften an der Westfälischen Wilhelms-Universität Münster, der Universität zu Köln, der Rheinischen Friedrich-Wilhelms-Universität Bonn und der Universität Genf. 1966 erfolgte die Promotion zum Dr. iur. an der Universität Köln. Zwischen 1966 und 1968 war er Assistent an der Universität Köln bei Hans Carl Nipperdey, Präsident des Bundesarbeitsgerichts, zwischen 1969 und 1970 an der Universität Bochum bei Kurt Biedenkopf. 1970 habilitierte er sich an der Ruhr-Universität Bochum für die Fächer Zivilrecht, Handels-, Wirtschafts- und Arbeitsrecht. 1970 erhielt Säcker Rufe der Universität Augsburg, der Freien Universität Berlin, der Universität Bielefeld, der Universität Innsbruck, der Universität Hamburg, der Christian-Albrechts-Universität zu Kiel und der Universität Tübingen. 1971 erfolgte in Bochum die Promotion zum Dr. rer. pol. Danach nahm er im selben Jahr den Ruf an die Freie Universität Berlin als ordentlicher Professor an. 1971 wurde er dort geschäftsführender Direktor des Instituts für deutsches und europäisches Arbeits-, Sozial- und Wirtschaftsrecht. Von 1973 bis 1984 war er als Richter am Kartellsenat des Kammergerichts Berlin tätig, von 1973 bis 1975 als Professor für Zivil- und Arbeitsrecht an der Universität Hamburg. 1975 wechselte er wiederum an die Freie Universität Berlin und war Direktor des Instituts für deutsches und europäisches Arbeits- und Wirtschaftsrecht. 1983 nahm er einen Ruf der Christian-Albrechts-Universität zu Kiel als Professor für Privat-, Wirtschafts- und Arbeitsrecht an und wurde Direktor des dortigen Instituts für Wirtschafts- und Steuerrecht. 1994 kehrte er an die Freie Universität Berlin zurück und war bis 2014 Direktor des Instituts für deutsches und europäisches Wirtschafts-, Wettbewerbs- und Regulierungsrecht der Freien Universität Berlin und bis 2018 geschäftsführender Direktor des Instituts für Energie- und Regulierungsrecht Berlin e. V.
Säcker hält Vorlesungen u. a. an der Lomonossow-Universität, der Zhejiang-Universität, in Macau, Peking und Shanghai. Er lebt in Hamburg und hatte geheiratet; aus der Ehe gingen die Kinder Marcus und Sven-Christopher Säcker hervor.
Säcker ist Mitherausgeber des Münchener Kommentars zum Bürgerlichen Gesetzbuch (BGB) und ständiger Mitarbeiter der Zeitschrift Kommunikation und Recht. Weiterhin ist er Herausgeber des Münchener Kommentars zum Europäischen und Deutschen Wettbewerbsrecht sowie den beiden Berliner Kommentaren zum Energierecht und Telekommunikationsrecht. Außerdem ist Säcker Mitherausgeber folgender Zeitschriften: European Energy Institute, Netzwirtschaften & Recht, Recht der Energiewirtschaft, Neue Zeitschrift für Energierecht und Recht der Arbeit.

## Positionen
Säcker gehört zu den Kritikern des Allgemeinen Gleichbehandlungsgesetzes (AGG), das den Diskriminierungsschutz u. a. im Arbeitsleben gewährleisten soll. Darin sieht Säcker in Anlehnung an die französische Revolution den „Beginn eines neuen puritanischen Tugendregimes“, mit welchem die Überprüfung privater Schuldverträge durch „neojakobinische Wächter“ einherginge und konstatiert, „Robespierre hätte an diesem Gesetz seine Freude gehabt“.

## Sonstige Funktionen und Mitgliedschaften
Von 1993 bis 1994 war Säcker Berater der Treuhandanstalt zu Fragen der Privatisierung des Buna Sow Leuna Olefinverbund GmbH. Seit 2003 ist er Mitglied im „Wissenschaftlichen Arbeitskreis für Regulierungsfragen“ (WAR) der Bundesnetzagentur für Elektrizität, Gas, Telekommunikation, Post und Eisenbahnen. Zudem ist er seit 2004 Mitglied im Beirat des Wissenschaftlichen Instituts für Infrastruktur und Kommunikationsdienste (WIK) und Mitglied des European Energy Institute (EEI) und Leuven. Seit 2005 ist Säcker Mitglied der Academic Society for Competition Law (ascola) und seit 2007 Mitglied des Institut de Droit de la Concurrence in Paris. Seit November 2008 ist Säcker Vorsitzender im wissenschaftlichen Beirat des EUREF-Instituts Berlin. 2010 war er Mitglied des vom Bundesministerium für Wirtschaft und Technologie einberufenen Sachverständigenrates zur Beratung der neuen GWB-Novelle.
Er ist Aufsichtsratsmitglied der Hawesko Holding AG.

## Auszeichnungen
1997 verlieh ihm die Russische Akademie der Wissenschaften, das Institut für Staat und Recht Moskau, 2013 die University of Tapei und 2017 die Nationale Kapodistian Universität Athen die Ehrendoktorwürde. Am 22. November 2007 wurde Säcker auf Vorschlag des damaligen 1. Bürgermeisters der Hansestadt Hamburg, Ole von Beust, vom Bundespräsidenten das Verdienstkreuz am Bande des Verdienstordens der Bundesrepublik Deutschland verliehen.

## Veröffentlichungen (Auswahl)
- Grundprobleme der Kollektiven Koalitionsfreiheit. 1969.
- Gruppenautonomie und Übermacht-Kontrolle im Arbeitsrecht. 1972.
- Wahlordnung zum Mitbestimmungsgesetz. 1978.
- Informationsrechte der Betriebs- und Aufsichtsratsmitglieder. 1979.
- Zehn Jahre Betriebsverfassungsgesetz. 1972 und 1982
- als Co-Autor: Lehrbuch des Arbeitsrechts. Band 2.
- als Mitherausgeber: Münchener Kommentare zum Bürgerlichen Recht. 2. Auflage 1984 ff.